# しぜんだいすき
『しぜんだいすき』は、1989年4月4日から1991年3月13日までNHK教育テレビジョンで放送されていた小学校3年生向けの学校放送（教科：理科）である。

## 概要
長らく、NHKの小学校向け理科番組は「理科教室 小学校X年生」のタイトルで全学年が統一されていた。その慣例を破ったのが当番組である。1989年（平成元年）に小学校学習指導要領の改訂が告示され、1992年（平成4年）の完全施行までの移行期間に入った。この改訂は、1・2年生の教科に生活科を新設する一方、1・2年生の理科と社会科を廃止する大規模な改訂となった。隣接学年である3年生の理科にもその影響が波及し、単元の大幅な組み換えを余儀なくされた。例としては、物理分野の電流単元「乾電池と豆電球」の回路実験や地学分野の地質学単元「石・砂・土」の比較観察などが2年生から編入された。また、6年生で一括していた生物分野の人体単元が3年生以上の全学年に分散配置されることとなり、3年生では感覚器官、運動器官（筋肉と骨格）を分担することになった。
このような理科単元の全面改訂を受けて、NHKでは指導要領完全実施の1992年度に向けて、理科番組も全面改訂し、全学年「はてな」の語を含むタイトルに変更することになる。理科から生活科へと順次切り替えていく移行期間に備え、1・2年生向け理科番組は、従来のサブタイトルをメインタイトルに差し替え、1年用「なんなんなあに」、2年用「はてなはてな」を続行、3年用は新たなタイトル「しぜんだいすき」として番組内容を変更し、年次ごとに新単元に差し替えていくことになった。新単元差し替えは番組終了までには終わらず、1991年（平成3年）にスタートした後継番組「はてなでスタート」2年目に完了した。ただし、「はてなでスタート」は2年目から内容を完全リニューアルし、移行期間の番組内容を継承しているわけではない。
一方、同じく低学年で全廃される社会科番組は、移行期間中も変更なく、1年用「それいけノンタック」、2年用「はたらくひとたち」、3年用「たんけんぼくのまち」の内容差し替えで移行期間を乗り切った。

## 放送時間
いずれも日本標準時、別の時間帯での再放送あり。
| 期間                         | 放送時間             |
| ---------------------------- | -------------------- |
| 1989年4月4日 - 1990年3月13日 | 火曜日 09:45 - 10:00 |
| 1990年4月4日 - 1991年3月13日 | 水曜日 11:15 - 11:30 |

## キャスト
あやねえさん
演 - 広田亜矢子
大ちゃん
声 - 野沢雅子

## 放送日程
NHK提供「NHKクロニクル」「NHK放送史」にて放送日程が明示してある当番組の放送日程2年分を示すとともに、内容差し替えの変遷を明確化するために、前身番組「理科教室小学校3年生」最終年度と後継番組「はてなでスタート」初年度の放送タイトルを示す。前後番組は当番組と単元順が異なるため、放送順に番号を打っている。
| 理科教室小学校3年生 1988年度    | しぜんだいすき | しぜんだいすき       | しぜんだいすき | しぜんだいすき       | はてなでスタート 1991年度                           |  |
| 理科教室小学校3年生 1988年度    | 1989年度       | 1989年度             | 1990年度       | 1990年度             | はてなでスタート 1991年度                           |  |
| ------------------------------- | -------------- | -------------------- | -------------- | -------------------- | --------------------------------------------------- |  |
| 1・春がきた                     | 4月4日         | 春がきた             | 4月4日         | 春がきた             | 1・わたしの町の春 2・北国の春 3・動きだした生きもの |  |
| 2・なの花がさいてる             | 4月18日        | なの花がさいてる     | 4月18日        | なの花がさいてる     | 4・春の花しらべ 同上                                |  |
| 3・温度を調べる                 | 4月25日        | 温度をしらべる       | 4月25日        | 温度をしらべる       | 4・春の花しらべ 同上                                |  |
| 4・ヘチマのたねをまこう         | 5月2日         | ヘチマのたねをまこう | 5月2日         | ヘチマのたねをまこう | 5・たねをまこう                                     |  |
| 5・なの花がさいたあと           | 5月9日         | なの花がさいたあと   | 5月16日        | なの花がさいたあと   | 7・花が咲いたあと                                   |  |
| 6・虫がいた!                    | 5月16日        | 虫がいた!            | 5月23日        | 虫がいた!            | 廃止                                                |  |
| 7・水中の生きもの               | 5月23日        | 水中のいきもの       | 5月30日        | 水中のいきもの       | 廃止                                                |  |
|                                 | 5月30日        | 土の中の虫           | 6月6日         | 土の中のいきもの     | 廃止                                                |  |
| 8・木の葉がしげる               | 6月6日         | 木の葉がしげる       | 6月13日        | 木の葉がしげる       | 8・木の葉がしげる                                   |  |
| 9・ツバメがとんでる             | 6月13日        | ツバメがとんでる     | 6月20日        | ツバメがとんでる     | 9・ツバメがとんでる                                 |  |
| 10・カブトムシだ!               | 6月20日        | うさぎの体           | 廃止           | 廃止                 | 10・つゆのころ                                      |  |
|                                 |                |                      | 6月27日        | さし木で育てよう     | 6・さし木で育てよう                                 |  |
| 11・ヘチマの葉がふえた          | 6月27日        | ヘチマの葉がふえた   | 7月4日         | ヘチマの葉が出た     | 11・ヘチマの葉がふえた                              |  |
|                                 | 7月4日         | 夏の草木や虫         | 7月11日        | 夏の草木や虫         | 12・夏の草木や虫                                    |  |
| 12・夏休みになったら            |                |                      |                |                      | 13・わたしの町の夏                                  |  |
| 13・ヘチマの花がさいてる        | 8月29日        | ヘチマの花がさいてる | 8月29日        | ヘチマの花がさいてる | 14・ヘチマの花がさいた                              |  |
| 14・虫が鳴いている              | 9月12日        | 虫が鳴いてる         | 9月12日        | 虫が鳴いてる         | 16・虫がないている                                  |  |
|                                 |                |                      | 9月19日        | 虫の一生             | 15・虫の一生                                        |  |
| 15・かがみ                      | 9月19日        | かがみと光           | 9月26日        | かがみと光           | 20・かがみと光                                      |  |
|                                 | 9月26日        | かさなる光           | 10月3日        | かさなる光           | 廃止                                                |  |
| 16・光あつめ                    | 10月3日        | 光あつめ             | 10月12日       | 光あつめ             | 21・光あつめ                                        |  |
| 17・虫めがね 18・大きな虫めがね | 廃止           | 廃止                 |                |                      |                                                     |  |
| 19・風がふいてる 20・雲が動く   | 廃止           | 廃止                 |                |                      |                                                     |  |
| 25・空気がちぢむ                | 10月17日       | 空気がちぢむ         | 10月17日       | 空気がちぢむ         | 24・空気がちぢむ                                    |  |
| 26・空気の力                    | 10月24日       | 空気の力             | 10月24日       | 空気の力             | 廃止                                                |  |
|                                 |                |                      | 10月31日       | 空気や水で遊ぼう     | 25・空気や水で遊ぼう 26・ふしぎなおもちゃ           |  |
|                                 |                |                      | 11月7日        | サツマイモができた   | 21・サツマイモができた                              |  |
| 21・たねがいっぱい              | 10月31日       | たねがいっぱい       | 11月14日       | たねがいっぱい       | 22・たねがいっぱい                                  |  |
| 22・木の葉が色づく              | 11月7日        | 木の葉が色づく       | 11月21日       | 木の葉が色づく       | 23・木の葉が色づく                                  |  |
| 23・風車がまわる                | 11月14日       | 風車がまわる         | 廃止           | 廃止                 |                                                     |  |
| 24・風車の力                    | 11月21日       | 風車の力             | 廃止           | 廃止                 |                                                     |  |
|                                 | 11月28日       | みる・きく           | 11月28日       | みる・きく           | 18・みる・きく                                      |  |
|                                 | 12月5日        | 動くからだ           | 12月5日        | 動くからだ           | 17・動くからだ                                      |  |
|                                 |                |                      |                |                      | 19・ふれる・かんじる                                |  |
| 27・冬の草木                    | 1月9日         | 冬の草木             | 1月8日         | 冬の草木             | 28・冬の草木 27・わたしの町の冬                     |  |
| 26・虫の冬ごし                  | 1月16日        | 虫の冬ごし           | 1月23日        | 虫の冬ごし           | 29・虫の冬ごし                                      |  |
| 25・寒いなあ!                   | 1月23日        | 寒いなあ!            | 1月30日        | 寒いなあ!            | 廃止                                                |  |
| 28・冬の天気                    | 廃止           | 廃止                 |                |                      | 30・動物たちの冬                                    |  |
|                                 |                |                      |                |                      | 31・電気をとおすもの                                |  |
| 29・じしゃくとじしゃく          | 1月30日        | じしゃくとじしゃく   | 2月6日         | じしゃくとじしゃく   | 32・じしゃくのふしぎ                                |  |
| 30・じしゃくが動く              | 2月6日         | じしゃくが動く       | 2月13日        | じしゃくが動く       | 32・じしゃくのふしぎ                                |  |
| 31・じしゃくの力                | 2月13日        | じしゃくの力         | 2月20日        | じしゃくの力         | 32・じしゃくのふしぎ                                |  |
| 32・じしゃくになった            | 2月20日        | じしゃくになった     | 2月27日        | じしゃくになった     | 33・じしゃくができた                                |  |
|                                 | 2月27日        | 地面のあたたかさ     | 廃止           | 廃止                 |                                                     |  |
| 33・春をさがそう                | 3月6日         | 春をさがそう         | 3月6日         | 春をさがそう         | 34・わたしの町の四季                                |  |